# Балка Широка (родовище)
«Балка Широка» — золоторудне родовище в Середньому Придніпров'ї.
Руди трьох типів: золото-сульфідно-залізисті, золотополіметалічні і золото-кварцово-сульфідні. Перший тип руд є найрозповсюдженішим на родовищі. Мінеральний склад золото-сульфідно-залізистих руд представлений в основному кварцом, хлоритом, магнетитом і сульфідами. Вміст золота крупніше 0,07 мм — 44%. Форма золотин — лусочки, листочки жовтого кольору. Значна частина золота пов'язана з оксидами (від 10,5% до 57,8%). Кількість вільного золота 24-36,7%. Встановлені мінерали-носії золота і масові частки в них золота: пірит — 4 г/т і піротин — 1,5 г/т, магнетит — 1,2 г/т.
Використання гравітаційно-флотаційної схеми з магнітною сепарацією гравітаційного концентрату, дозволяє одержати об'єднані концентрати з масовою часткою золота понад 100 г/т при вилученні золота — 92%. У магнітному продукті масова частка золота коливається від 2,5 — 3,5 г/т, у хвостах 0,27 г/т.